# Chekesha Liddell
Chekesha Liddel Watson (nacida con el nombre de Liddell) es profesora asociada de ciencias de materiales  e ingeniería de la Universidad de Cornell. Investiga materiales coloidales, intentando comprender sus propiedades, estructura y función.
| Chekesha M. Liddell Watson | Chekesha M. Liddell Watson                         |
| -------------------------- | -------------------------------------------------- |
| Alma Mater                 | Instituto de Tencología de Georgia Spelman College |
| Carrera Científica         |                                                    |
| Instituciones              | Universidad de Cornell                             |

## Primeros años
Liddell estudió química en Spelman College y en el Instituto de Tecnología de Georgia, graduándose en 1999 con un grado doble en ingeniería. Fue premiada con una Beca de NASA Mujeres en Ciencia e Ingeniería, la cual le permitió estudiar la metabólisis del arsénico en aves de corral. Durante su beca trabajó en el Kennedy Space Center. Obtuvo su doctorado en Ciencias de Materiales en el Instituto de Tecnología de Georgia en el 2003. Liddell fue galardonada con una subvención de iniciación de carrera de $20,000 del Instituto de Tecnología de Georgia.

## Investigación
Liddell crea cristales fotónicos para celdas solares usando bloques de construcción coloidales. Ha trabajado en el autoensamblaje de micropartículas con formas semiesféricas y dímeras. Liddell se unió al cuerpo docente de la Universidad de Cornell en el 2003. Ella es miembro de la Organización Nacional para el Avance Profesional de Químicos e Ingenieros Químicos Negros. En 2006, fue galardonada con el Premio a la Carrera de la Fundación Nacional de Ciencias. En 2009, Liddell recibió un Premio Presidencial de Carrera Temprana para Científicos e Ingenieros. Fue reconocida como una de los Eruditos Emergentes de Cornell en 2011.